# Deltote cumalinea
Deltote cumalinea is een vlinder van de familie van de uilen (Noctuidae). De wetenschappelijke naam van deze soort is voor het eerst voorgesteld als Eustrotia cumalinea door George Thomas Bethune-Baker in een publicatie uit 1911.
De soort komt voor in Kenia, Tanzania en Malawi.